# Willem Dafoe
Willem Dafoe (Appleton, 1955. július 22. –) Oscar-díjra és Golden Globe-díjra jelölt amerikai színész. Egy kísérleti színházi vállalkozás, a The Wooster Grouk egyik alapító tagja.
Ismertebb szerepe volt Jézus a Krisztus utolsó megkísértése (1988), Elias K Grodin őrmester A szakasz (1986) és Max Schreck A vámpír árnyéka (2000) című filmben, továbbá Norman Osborn/Zöld Manó a Pókember-filmekben (2002–2021).

## Fiatalkora
Dafoe hetedik gyerekként született egy nyolcgyerekes családban 1955-ben, William J. Dafoe néven a wisconsini Appletonban. Édesanyja Muriel Isabel ápoló, édesapja Dr. William Alfred Dafoe sebész. Apai nagyapja ontariói volt. Családja svájci francia származású, eredetileg Thévou volt a nevük. Keresztnevét az iskolában változtatta Williamről Willemre. Az Appleton East High Schoolban érettségizett, majd drámát tanult a Wisconsin-Milwaukee Egyetemen.

## Pályafutása
Elköltözött New York Citybe és csatlakozott a Performance Grouphoz.
Dafoe filmkarrierje 1981-ben kezdődött A mennyország kapuja című filmben, ahol egy Willy nevű szereplőt játszott, de Dafoe-t a film készítése közben kirúgták. Egy évvel később egy motorkerékpáros banda vezetőjeként főszerepben játszott The Loveless-ben (később hasonló szerepet játszott a Ha eljönnek a bomberekben), de az első áttörést az 1986-os A szakaszban érte el. Az 1980-as években szerepelt még az Élni és meghalni Los Angelesben filmben, Lángoló Mississippi-ben, és a Saigon – A tiltott zónában. Az utóbbiban főszerepben játszott. Azóta népszerű jellemszínész lett; az érdes arci jellemzői miatt gyakran instabil vagy gonosz karakterekként tűnik fel a képernyőn, mint például a pszichózisos Zöld Manóként, a Pókember filmekben és A Volt egyszer egy Mexikóban Barillóként. Megfontolták, hogy az 1989-ben készült Batman filmben ő játssza Jokert. A szerep végül Jack Nicholsoné lett.
Dafoe Jézust alakította Martin Scorsese Krisztus utolsó megkísértése (1988) című filmjében.
Főszerepet játszott Madonnával A tanú teste című erotikus drámában. Dafoe detektívet játszott a Testvérbosszúban (1999) és az Amerikai Psychóban (2000). 1987-ben Oscar-díjra jelölték A szakasz (1986) című filmben nyújtott alakításáért a legjobb férfi epizódszereplő kategóriában. 2001-ben a Vámpír árnyékáért pedig ugyanebben a kategóriában Golden Globe és Oscar-jelölést kapott.
Egy kis ideig modellként dolgozott. 2006-ban Stan Aubray detektívet játszotta a New York rendőrei című sorozatban (NYPD). Az egyik 2007-es filmjében, a Mr. Bean nyaralban Carson Clay rendezőt alakítja, akit csillagokkal díszít Rowan Atkinson, mint az ügyefogyott Mr. Bean.
Az Anamorphban Stant, a Go Go Tales-ben Ray Ruby-t, és a The Walkerben Larry Lockner szenátort alakítja.
2013-ban az egyik főszereplőt, Nathan Dawkinst alakítja a Beyond: Two Souls című Playstation-játékban.
2024. január 8-án csillagot kapott a Hollywood Walk of Fame-en.

## Magánélete
1977-ben Dafoe kapcsolatot kezdett Elizabeth LeCompte rendezővel. Fiuk, Jack 1982-ben született. 2004-ben szakítottak, mert LeCompte nem akart házasságot, „számára a házasság a tulajdonjogot jelentette”.
Dafoe 2005. március 25-én vette feleségül Giada Colagrande olasz színésznőt, rendezőt és forgatókönyvírót, egy évvel azután, hogy Rómában találkoztak az egyik filmjének premierjén. Dafoe 2010-ben azt mondta: „Ebédeltünk, és azt kérdeztem: »Szeretnél holnap megházasodni?«”. Ezt másnap délután egy kis szertartás keretében, két barát tanúskodása mellett meg is tették. A páros együtt dolgozott az Érzelmek sűrűjében és az Egy nő című filmeken. Idejüket Róma, New York és Los Angeles környékén töltik. A férfi kettős, amerikai és olasz állampolgársággal rendelkezik.
Dafoe peszkatáriánus, és kerüli a húsfogyasztást, „mert az állattartó telepek a bolygó pusztulásának egyik fő okozói”. Minden nap gyakorolja az Rádzsa-jógát.

## Filmográfia

### Film
| Év   | Magyar cím                                        | Eredeti cím                              | Szerep                                 | Magyar hang       | Rendező                |
| ---- | ------------------------------------------------- | ---------------------------------------- | -------------------------------------- | ----------------- | ---------------------- |
| 1980 | A mennyország kapuja                              | Heaven's Gate                            | Willy (stáblistán nem szerepel)        |                   | Michael Cimino         |
| 1982 |                                                   | The Loveless                             | Vance                                  |                   | Kathryn Bigelow        |
| 1982 | Monty Montgomery                                  | The Loveless                             | Vance                                  |                   |                        |
| 1983 | Az éhség                                          | The Hunger                               | fiatal a telefonfülkében               |                   | Tony Scott             |
| 1984 |                                                   | New York Nights                          | punk barát                             |                   | Simon Nuchtern         |
| 1984 | Ha eljönnek a bomberek                            | Streets of Fire                          | Raven Shaddock                         | Viczián Ottó      | Walter Hill            |
| 1985 | Országúti csetepaté                               | Roadhouse 66                             | Johnny Harte                           |                   | John Mark Robinson     |
| 1985 | Élni és meghalni Los Angelesben                   | To Live and Die in L.A.                  | Eric `Rick` Masters                    | Dörner György     | William Friedkin       |
| 1986 | A szakasz                                         | Platoon                                  | Elias Grodin őrmester                  | Végh Péter        | Oliver Stone           |
| 1986 | A szakasz                                         | Platoon                                  | Elias Grodin őrmester                  | Szerémi Zoltán    | Oliver Stone           |
| 1988 | Saigon – A tiltott zóna                           | Off Limits                               | Buck McGriff                           | Tahi Tóth László  | Christopher Crowe      |
| 1988 | Krisztus utolsó megkísértése                      | The Last Temptation of Christ            | Jézus                                  | Mácsai Pál        | Martin Scorsese        |
| 1988 | Lángoló Mississippi                               | Mississippi Burning                      | Alan Ward FBI-ügynök                   | Máté Gábor        | Alan Parker            |
| 1988 | Lángoló Mississippi                               | Mississippi Burning                      | Alan Ward FBI-ügynök                   | Széles Tamás      | Alan Parker            |
| 1988 | Lángoló Mississippi                               | Mississippi Burning                      | Alan Ward FBI-ügynök                   | Haás Vander Péter | Alan Parker            |
| 1988 | Lángoló Mississippi                               | Mississippi Burning                      | Alan Ward FBI-ügynök                   | Szerémi Zoltán    | Alan Parker            |
| 1989 | A pokol bajnoka                                   | Triumph of the Spirit                    | Salamo Arouch                          | Epres Attila      | Robert M. Young        |
| 1989 | Született július 4-én                             | Born on the Fourth of July               | Charlie                                | Sörös Sándor      | Oliver Stone (2)       |
| 1990 | Cry-Baby                                          | Cry-Baby                                 | utálatos őr                            | Holl Nándor       | John Waters            |
| 1990 | Veszett a világ                                   | Wild at Heart                            | Bobby Peru                             | Uri István        | David Lynch            |
| 1990 | Veszett a világ                                   | Wild at Heart                            | Bobby Peru                             | Stohl András      | David Lynch            |
| 1991 | Intruderek támadása                               | Flight of the Intruder                   | Virgil 'Tiger' Cole korvettkapitány    | Kőszegi Ákos      | John Milius            |
| 1992 | Könnyű altató                                     | Light Sleeper                            | John LeTour                            | Balázsi Gyula     | Paul Schrader          |
| 1992 | Fehér sivatag                                     | White Sands                              | Ray Dolezal seriffhelyettes            | Balázsi Gyula     | Roger Donaldson        |
| 1993 | A tanú teste                                      | Body of Evidence                         | Frank Dulaney                          | Rosta Sándor      | Uli Edel               |
| 1993 | Távol és mégis közel                              | Faraway, So Close!                       | Emit Flesti                            |                   | Wim Wenders            |
| 1994 | Tom és Viv                                        | Tom & Viv                                | T. S. Eliot                            | Kárpáti Levente   | Brian Gilbert          |
| 1994 | Tom és Viv                                        | Tom & Viv                                | T. S. Eliot                            | Haás Vander Péter | Brian Gilbert          |
| 1994 | Végveszélyben                                     | Clear and Present Danger                 | John Clark                             | Haás Vander Péter | Phillip Noyce          |
| 1994 |                                                   | The Night and the Moment                 | Az író                                 |                   | Anna Maria Tatò        |
| 1996 | Győzelem                                          | Victory                                  | Axel Heyst                             |                   | Mark Peploe            |
| 1996 | A graffiti királya                                | Basquiat                                 | villanyszerelő (cameo)                 | Galambos Péter    | Julian Schnabel        |
| 1996 | Az angol beteg                                    | The English Patient                      | David Caravaggio                       | Csernák János     | Anthony Minghella      |
| 1997 | Féktelenül 2. – Teljes gőzzel                     | Speed 2: Cruise Control                  | John Geiger                            | Balázsi Gyula     | Jan de Bont            |
| 1997 | Kisvárosi gyilkosság                              | Affliction                               | Rolfe Whitehouse                       | Csernák János     | Paul Schrader (2)      |
| 1998 | Lulu a hídon                                      | Lulu on the Bridge                       | Dr. Van Horn                           | Csankó Zoltán     | Paul Auster            |
| 1998 | New Rose Hotel                                    | New Rose Hotel                           | X                                      | Jakab Csaba       | Abel Ferrara           |
| 1999 | eXistenZ – Az élet játék                          | Existenz                                 | Gas                                    | Balázsi Gyula     | David Cronenberg       |
| 1999 | Testvérbosszú                                     | The Boondock Saints                      | Paul Smecker                           | Sörös Sándor      | Troy Duffy             |
| 2000 | Amerikai Psycho                                   | American Psycho                          | Donald Kimball                         | Rosta Sándor      | Mary Harron            |
| 2000 | Állati kiképzés                                   | Animal Factory                           | Earl Copen                             | Balázsi Gyula     | Steve Buscemi          |
| 2000 | A vámpír árnyéka                                  | Shadow of the Vampire                    | Max Schreck / Orlok gróf               | Sörös Sándor      | E. Elias Merhige       |
| 2000 |                                                   | Bullfighter                              | Ramirez atya                           |                   | Rune Bendixen          |
| 2001 | Asszonysorsok Kínában                             | Pavilion of Women                        | Andre atya                             | Dörner György     | Yim Ho                 |
| 2001 | Az úr morzsái                                     | Edges of the Lord                        | pap                                    |                   | Yurek Bogayevicz       |
| 2002 | Pókember                                          | Spider-Man                               | Norman Osborn / Zöld Manó              | Szakácsi Sándor   | Sam Raimi              |
| 2002 | A szexfüggő                                       | Auto Focus                               | John Henry Carpenter                   |                   | Paul Schrader (3)      |
| 2003 | Némó nyomában                                     | Finding Nemo                             | Búb (hangja)                           | Végvári Tamás     | Andrew Stanton         |
| 2003 | Volt egyszer egy Mexikó                           | Once Upon a Time in Mexico               | Armando Barillo                        | Epres Attila      | Robert Rodríguez       |
| 2003 | Ördögi színjáték – A pap, a várúr és a boszorkány | The Reckoning                            | Martin                                 | Dörner György     | Paul McGuigan          |
| 2004 | Diliwood                                          | Jiminy Glick in Lalawood                 | önmaga                                 |                   | Vadim Jean             |
| 2004 | Az emberrablás                                    | The Clearing                             | Arnold Mack                            | Reviczky Gábor    | Pieter Jan Brugge      |
| 2004 | Pókember 2.                                       | Spider-Man 2                             | Norman Osborn / Zöld Manó (cameo)      | Szakácsi Sándor   | Sam Raimi (2)          |
| 2004 | Édes vízi élet                                    | The Life Aquatic with Steve Zissou       | Klaus Daimler                          | Haás Vander Péter | Wes Anderson           |
| 2004 | Kísérlet                                          | Control                                  | Dr. Michael Copeland                   | Fazekas István    | Tim Hunter             |
| 2004 | Aviátor                                           | The Aviator                              | Roland Sweet (cameo)                   | Balázsi Gyula     | Martin Scorsese (2)    |
| 2005 | XXX 2 – A következő fokozat                       | XXX: State of the Union                  | George Deckert tábornok                | Szakácsi Sándor   | Lee Tamahori           |
| 2005 | Manderlay                                         | Manderlay                                | Mr. Mulligan                           |                   | Lars von Trier         |
| 2005 | Érzelmek sűrűjében                                | Before It Had a Name                     | Leslie                                 |                   | Giada Colagrande       |
| 2005 | Ripley a mélyben                                  | Ripley Under Ground                      | Neil Murchison                         | Rosta Sándor      | Roger Spottiswoode     |
| 2006 | American Dreamz                                   | American Dreamz                          | kabinetfőnök                           | Reviczky Gábor    | Paul Weitz             |
| 2006 | A belső ember                                     | Inside Man                               | John Darius százados                   | Rosta Sándor      | Spike Lee              |
| 2006 | Párizs, szeretlek! (Place des Victoires-szegmens) | Paris, je t'aime                         | A cowboy                               | Balázsi Gyula     | Szuva Nobuhiro         |
| 2007 | A kísérő                                          | The Walker                               | Larry Lockner                          | Péter Richárd     | Paul Schrader (4)      |
| 2007 | Mr. Bean nyaral                                   | Mr. Bean's Holiday                       | Carson Clay                            | Sörös Sándor      | Steve Bendelack        |
| 2007 | Pókember 3.                                       | Spider-Man 3                             | Norman Osborn / Zöld Manó (cameo)      | Haás Vander Péter | Sam Raimi (3)          |
| 2007 | Földtenger varázslója                             | Tales from Earthsea                      | Cob (angol hangja)                     | Kovács Nóra       | Mijazaki Goró          |
| 2007 |                                                   | Go Go Tales                              | Ray Ruby                               |                   | Abel Ferrara (2)       |
| 2007 |                                                   | The Procedure (rövidfilm)                | Christopher                            |                   | Adam McKay             |
| 2007 | A gyilkolás művészete                             | Anamorph                                 | Stan Aubrey                            | Sörös Sándor      | Henry S. Miller        |
| 2008 | Közös titkunk                                     | Fireflies in the Garden                  | Charles Waechter                       | Sörös Sándor      | Dennis Lee             |
| 2008 | Ádám feltámadása                                  | Adam Resurrected                         | Klein parancsnok                       | Rosta Sándor      | Paul Schrader (5)      |
| 2008 |                                                   | The Dust of Time                         | A                                      |                   | Theo Angelopoulos      |
| 2009 | Antikrisztus                                      | Antichrist                               | Férfi                                  | Rosta Sándor      | Lars von Trier (2)     |
| 2009 | Az utolsó kém                                     | Affaire Farewell                         | Feeney                                 |                   | Christian Carion       |
| 2009 | Mit tettél, fiam?                                 | My Son, My Son, What Have Ye Done?       | Havenhurst nyomozó                     | Sörös Sándor      | Werner Herzog          |
| 2009 | Daybreakers – A vámpírok kora                     | Daybreakers                              | Lionel 'Elvis' Cormac                  | Rosta Sándor      | Spierig testvérek      |
| 2009 | A fantasztikus Róka úr                            | Fantastic Mr. Fox                        | Patkány (hangja)                       | Sörös Sándor      | Wes Anderson (2)       |
| 2009 | Rémségek cirkusza                                 | Cirque du Freak: The Vampire's Assistant | Gavner Purl                            | Sörös Sándor      | Paul Weitz (2)         |
| 2009 | Testvérbosszú 2. – Mindenszentek                  | The Boondock Saints II: All Saints Day   | Paul Smecker (stáblistán nem szerepel) | Haás Vander Péter | Troy Duffy (2)         |
| 2010 |                                                   | Miral                                    | Eddie                                  |                   | Julian Schnabel (2)    |
| 2010 |                                                   | A Woman                                  | Max Oliver                             |                   | Giada Colagrande (2)   |
| 2011 | 4:44 – Az utolsó nap a Földön                     | 4:44 Last Day on Earth                   | Cisco                                  |                   | Abel Ferrara (3)       |
| 2011 | A vadász                                          | The Hunter                               | Martin David                           | Csernák János     | Daniel Nettheim        |
| 2012 | John Carter                                       | John Carter                              | Tars Tarkas (hang és motion capture)   | Horányi László    | Andrew Stanton (2)     |
| 2012 | Ha holnap elmégy                                  | Tomorrow You're Gone                     | A Buddha                               | Kőszegi Ákos      | David Jacobson         |
| 2013 | Odd Thomas – A halottlátó                         | Odd Thomas                               | Wyatt Porter                           | Sörös Sándor      | Stephen Sommers        |
| 2013 | A harag tüze                                      | Out of the Furnace                       | John Petty                             | Sörös Sándor      | Scott Cooper           |
| 2013 | A nimfomániás                                     | Nymphomaniac                             | L                                      | eredeti nyelven   | Lars von Trier (3)     |
| 2014 | Az üldözött                                       | A Most Wanted Man                        | Tommy Brue                             | Sörös Sándor      | Anton Corbijn          |
| 2014 | A Grand Budapest Hotel                            | The Grand Budapest Hotel                 | J.G. Jopling                           | Sörös Sándor      | Wes Anderson (3)       |
| 2014 | Bűnös Louisiana                                   | Bad Country                              | Bud Carter                             | Sörös Sándor      | Chris Brinker          |
| 2014 | Csillagainkban a hiba                             | The Fault in Our Stars                   | Peter Van Houten                       | Sörös Sándor      | Josh Boone             |
| 2014 |                                                   | Pasolini                                 | Pier Paolo Pasolini                    |                   | Abel Ferrara (4)       |
| 2014 | John Wick                                         | John Wick                                | Marcus                                 | Sörös Sándor      | Chad Stahelski         |
| 2015 |                                                   | My Hindu Friend                          | Diego Fairman                          |                   | Héctor Babenco         |
| 2016 |                                                   | Padre                                    | James Verdun                           |                   | Giada Colagrande (3)   |
| 2016 | Züllöttség                                        | Dog Eat Dog                              | Veszett kutya                          | Sörös Sándor      | Paul Schrader (6)      |
| 2016 | Szenilla nyomában                                 | Finding Dory                             | Búb (hangja)                           | Reviczky Gábor    | Andrew Stanton (3)     |
| 2016 | Fiam nélkül soha                                  | A Family Man                             | Ed Blackridge                          | Gubányi György    | Mark Williams          |
| 2016 |                                                   | Sculpt                                   | férfi                                  |                   | Loris Gréaud           |
| 2016 | A Nagy Fal                                        | The Great Wall                           | Ballard                                | Sörös Sándor      | Csang Ji-mou           |
| 2017 | Floridai álom                                     | The Florida Project                      | Bobby Hicks                            | Sörös Sándor      | Sean Baker             |
| 2017 | Hét nővér                                         | What Happened to Monday                  | Terrence Settman                       | Sörös Sándor      | Tommy Wirkola          |
| 2017 | Death Note                                        | Death Note                               | Ryuk (hangja)                          |                   | Adam Wingard           |
| 2017 | Gyilkosság az Orient expresszen                   | Murder on the Orient Express             | Gerhard Hardman                        | Sörös Sándor      | Kenneth Branagh        |
| 2017 |                                                   | Opus Zero                                | Paul                                   |                   | Daniel Graham          |
| 2017 | Az Igazság Ligája                                 | Justice League                           | Nuidis Vulko (törölt jelenet)          | nem szólal meg    | Zack Snyder            |
| 2018 | Van Gogh az örökkévalóság kapujában               | At Eternity's Gate                       | Vincent van Gogh                       | Sörös Sándor      | Julian Schnabel (3)    |
| 2018 | Vox Lux                                           | Vox Lux                                  | narrátor (hangja)                      | Dunai Tamás       | Brady Corbet           |
| 2018 | Aquaman                                           | Aquaman                                  | Nuidis Vulko                           | Sörös Sándor      | James Wan              |
| 2019 | Manu, a legsirályabb fecske                       | Birds of a Feather                       | Yves (hangja)                          | Epres Attila      | Christian Haas         |
| 2019 | Manu, a legsirályabb fecske                       | Birds of a Feather                       | Yves (hangja)                          | Epres Attila      | Andrea Block           |
| 2019 | A világítótorony                                  | The Lighthouse                           | Thomas Wake                            | Reviczky Gábor    | Robert Eggers          |
| 2019 |                                                   | Tommaso                                  | Tommaso                                |                   | Abel Ferrara (5)       |
| 2019 | Árva Brooklyn                                     | Motherless Brooklyn                      | Paul Randolph                          | Reviczky Gábor    | Edward Norton          |
| 2019 | Togo                                              | Togo                                     | Leonhard Seppala                       | Epres Attila      | Ericson Core           |
| 2020 | Az utolsó akarat                                  | The Last Thing He Wanted                 | Richard McMahon                        | Végh Péter        | Dee Rees               |
| 2020 |                                                   | Siberia                                  | Clint                                  |                   | Abel Ferrara (6)       |
| 2021 | Zack Snyder: Az Igazság Ligája                    | Zack Snyder's Justice League             | Nuidis Vulko                           | Sörös Sándor      | Zack Snyder (2)        |
| 2021 | A Francia Kiadás                                  | The French Dispatch                      | Albert                                 | Rosta Sándor      | Wes Anderson (4)       |
| 2021 | Svindler                                          | The Card Counter                         | John Gordo                             | Rosta Sándor      | Paul Schrader (7)      |
| 2021 | Rémálmok sikátora                                 | Nightmare Alley                          | Clem Hoately                           | Végh Péter        | Guillermo del Toro     |
| 2021 | Pókember: Nincs hazaút                            | Spider-Man: No Way Home                  | Norman Osborn / Zöld Manó              | Epres Attila      | Jon Watts              |
| 2022 | Az Északi                                         | The Northman                             | Heimir                                 | Sörös Sándor      | Robert Eggers (2)      |
| 2022 | Meghalni egy dollárért                            | Dead for a Dollar                        | Joe Cribbens                           |                   | Walter Hill (2)        |
| 2023 | Bent                                              | Inside                                   | Nemo                                   | Rosta Sándor      | Vasilis Katsoupis      |
| 2023 | Asteroid City                                     | Asteroid City                            | Saltzburg Keitel                       | Sörös Sándor      | Wes Anderson (5)       |
| 2023 | Szegény párák                                     | Poor Things                              | Dr. Godwin Baxter                      | Epres Attila      | Jórgosz Lánthimosz     |
| 2023 |                                                   | Finalmente l'alba                        | Rufus Priori                           |                   | Saverio Costanzo       |
| 2023 |                                                   | Pet Shop Days                            | Francis                                |                   | Olmo Schnabel          |
| 2023 |                                                   | Gonzo Girl                               | Walker Reade                           |                   | Patricia Arquette      |
| 2023 | A fiú és a szürke gém                             | The Boy and the Heron                    | pelikán (angol szinkronhangja)         | Dézsy Szabó Gábor | Mijazaki Hajao         |
| 2024 | A kegyelem fajtái                                 | Kinds of Kindness                        | Raymond / George / Omi                 |                   | Jórgosz Lánthimosz (2) |
| 2024 | Beetlejuice Beetlejuice                           | Beetlejuice Beetlejuice                  | Wolf Jackson                           | Epres Attila      | Tim Burton             |
| 2024 | Saturday Night: A kezdetek                        | Saturday Night                           | David Tebet                            | Rosta Sándor      | Jason Reitman          |
| 2024 | Nosferatu                                         | Nosferatu                                | Albin Eberhart Von Franz professzor    | Epres Attila      | Robert Eggers          |
| 2025 | A föníciai séma                                   | The Phoenician Scheme                    | Knave                                  | Epres Attila      | Wes Anderson (6)       |
| 2025 |                                                   | The Legend of Ochi                       | Maxin                                  |                   | Isaiah Saxon           |

Dokumentum- és rövidfilmek

### Televízió

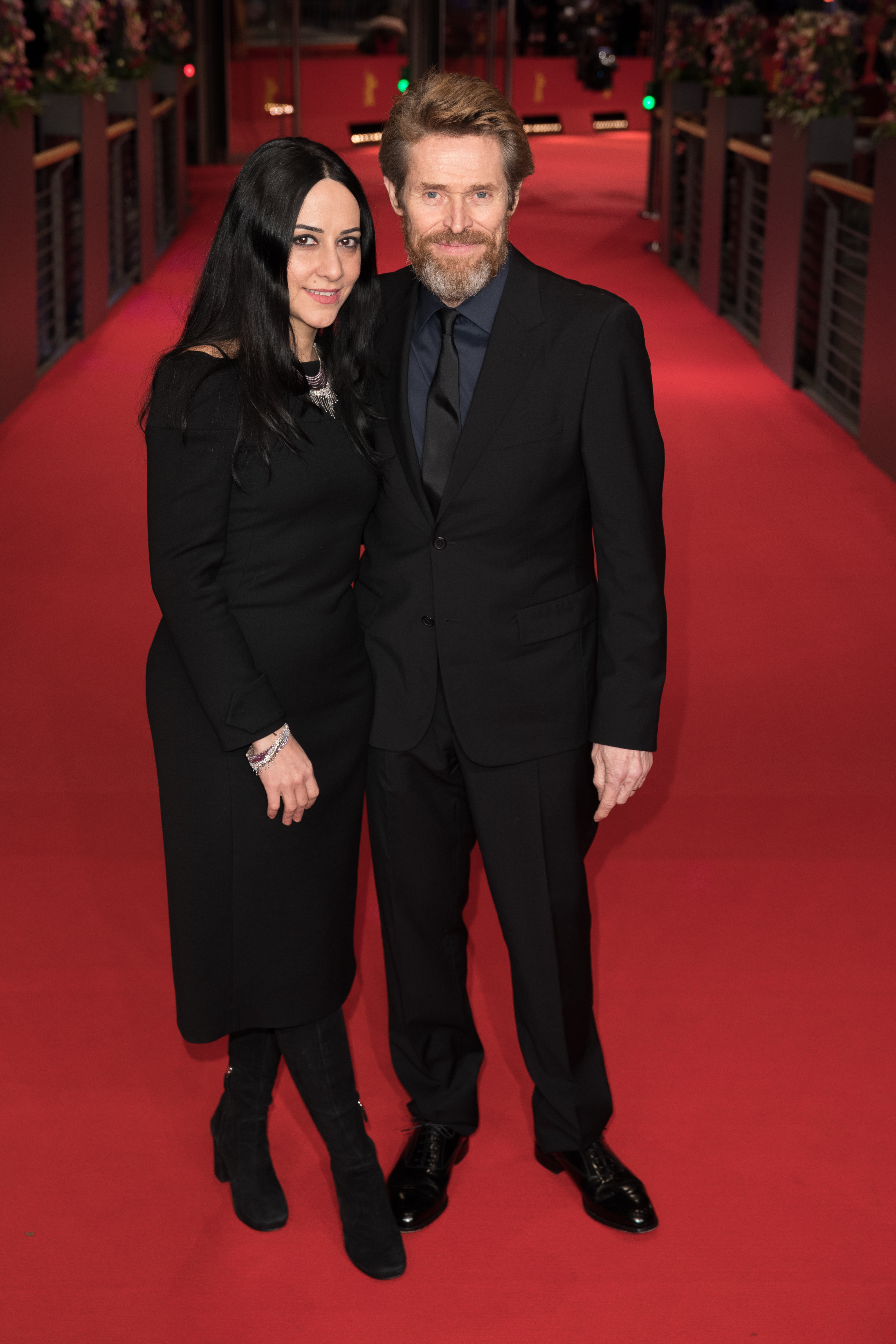
Feleségével, Giada Colagrandéval a 2018-as Berlini Nemzetközi Filmfesztiválon

| Év        | Magyar cím          | Eredeti cím                             | Szerep                           | Megjegyzések   |
| --------- | ------------------- | --------------------------------------- | -------------------------------- | -------------- |
| 1986      |                     | The Hitchhiker                          | Jeffrey Hunt                     | 1 epizód       |
| 1987      |                     | Dear America: Letters Home from Vietnam | Elephant Grass (hangja)          | dokumentumfilm |
| 1991      |                     | Fishing with John                       | önmaga                           | 1 epizód       |
| 1997–2014 | A Simpson család    | The Simpsons                            | Parancsnok / Mr. Lassen (hangja) | 2 epizód       |
| 2000      |                     | Globehunters                            | vadász (hangja)                  | tévéfilm       |
| 2010      |                     | American Experience                     | narrátor (hangja)                | 1 epizód       |
| 2017      |                     | Piigs                                   | narrátor (hangja)                | dokumentumfilm |
| 2022      |                     | Finding Satoshi                         | narrátor (hangja)                | dokumentumfilm |
| 2022      | Saturday Night Live | Saturday Night Live                     | önmaga (cameo) / házigazda       | 2 epizód       |
| 2022      | A Birodalom         | The Kingdom                             | Grand Duc                        | 3 epizód       |

## Fordítás
- Ez a szócikk részben vagy egészben  a   Willem Dafoe filmography című angol Wikipédia-szócikk ezen változatának fordításán alapul.  Az eredeti cikk szerkesztőit annak laptörténete sorolja fel. Ez a jelzés csupán a megfogalmazás eredetét és a szerzői jogokat jelzi, nem szolgál a cikkben szereplő információk forrásmegjelöléseként.